# Считанные секунды
«Считанные секунды» (англ. Split Second — «Доля секунды») — фантастический триллер с элементами фильма ужасов 1992 года, режиссёра Тони Мэйлэма. Премьера фильма состоялась 1 мая 1992 года. В главной роли Рутгер Хауэр. Съёмки картины проводились в Дублине.

## Сюжет
В 2008 году туманный Лондон, полузатопленный Темзой после всемирной экологической катастрофы, превратился в чрезвычайно грязное и мрачное подобие Венеции. По его улицам текут потоки мутной воды, с небес постоянно хлещет дождь, а в подземке водится невесть откуда возникший монстр-убийца. Три года назад он убил напарника детектива Харли Стоуна (Рутгер Хауэр), и теперь тот носится по самым тёмным закоулкам, одержимый местью.
Город потрясён загадочными, нечеловеческими убийствами. Каждый день на улицах находят трупы людей с разорванной грудной клеткой. Никто не верит Стоуну, когда тот утверждает, что полиция имеет дело не с обычным серийным убийцей, а с чудовищем. Но следы зубов на растерзанных телах жертв заставляют прислушаться к его словам. Монстр выслеживает Стоуна, а Стоун выслеживает монстра. Харли получает нового напарника, чудаковатого парня Дика Дёркина (Нил Дункан), который очень скоро становится таким же одержимым охотником.

## В ролях
| Актёр               | Роль                      |
| ------------------- | ------------------------- |
| Рутгер Хауэр        | Харли Стоун               |
| Ким Кэттролл        | Мишель                    |
| Нил Дункан          | Дик Дёркин напарник Харли |
| Алан Армстронг      | Трэшер                    |
| Пит Постлетуэйт     | Паульсен                  |
| Иэн Дьюри           | Джей Джей                 |
| Сара Стокбридж      | Тиффани                   |
| Стюарт Харви-Уилсон | Убийца                    |

## Производство
Сценарист Гэри Скотт Томпсон написал оригинальный сценарий под названием «Пентаграмма» в 1988 году. Студия наняла Тони Мэйлэма для постановки фильма, но хотела, чтобы Томпсон внес некоторые изменения в сценарий. Его сценарий был боевиком с элементами фильмов ужасов с оккультным подтекстом, действие которого происходило в современном Лос-Анджелесе. В нем фигурирует ритуальный серийный убийца, который совершал пять убийств каждые пять лет в течение последней четверти века и всегда оставлял символы пентаграмм на месте каждого убийства. Одна из причин, по которой потребовались изменения, заключалась в том, что сценарий считался слишком похожим на другой фильм, вышедший примерно в то же время, «Первая сила» (1990). Первая версия нового сценария под названием «Черный прилив» была очень близка к финальному варианту фильма. Действие происходило в футуристическом Лондоне, который был затоплен из-за последствий глобального потепления. Эта версия сценария была отправлена Рутгеру Хауэру, которому она понравилась, и он согласился сняться в фильме. Хотя Томпсон изначально видел в главной роли Харрисона Форда, он был счастлив, что Хауэр был выбран на роль Стоуна.

## Критика
Лоуренс Кон из Variety написал: «Это чрезвычайно глупый фильм о монстрах, в котором достаточно насилия и спецэффектов, чтобы удовлетворить неразборчивых поклонников жанра». Стивен Холден из The New York Times назвал его «довольно скучным». Дуг Брод из Entertainment Weekly назвал его «совершенно подражательным».